# 허리케인 크리스 (래퍼)

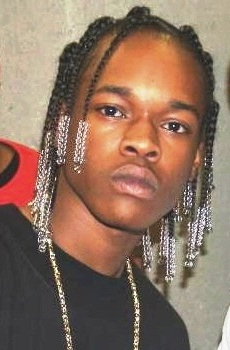

허리케인 크리스(Hurricane Chris)(본명:Chris Dooley, Jr, 1989년 ~ )은 미국의 아이돌 힙합가수이다.그는 히트 싱글인 'A Bay Bay'로 유명하며,빌보드 핫 랩차트에서 2위를 거두었다.